# Бусіга (комуна)
Бусіга  — одна з комун провінції Нгозі, на півночі Бурунді. Центр — однойменне містечко Бусіга.